# Equació de Majorana
L'equació de Majorana és una equació d'ona relativística similar a l'equació de Dirac, però inclou el conjugat de càrrega ψc d'espinor ψ. S'anomena així en honor del científic sicilià Ettore Majorana, i en unitats naturals és:
{\displaystyle i{\partial \!\!\!{\big /}}\psi -m\psi _{c}=0\qquad \qquad (1)}
Escrita en notació de Feynman, on el conjugat de càrrega es defineix com:
{\displaystyle \psi _{c}:=\gamma ^{2}\psi ^{*}\,}
L'equació (1) pot ser expressada, alternativament, com a:
{\displaystyle i{\partial \!\!\!{\big /}}\psi _{c}-m\psi =0\qquad \qquad (2)}
Si una partícula té una funció d'ona ψ que satisfà l'equació de Majorana, la quantitat m de l'equació s'anomena massa de Majorana. Si ψ = ψc llavors ψ s'anomena un espinor de Majorana. Al contrari que l'espinor de Weyl o que l'espinor de Dirac, l'espinor de Majorana és una representació real del grup de Lorentz, que és la raó per la qual es pot incloure tant a l'espinor com al seu complex conjugat en la mateixa equació.